# Slapton (Devon)
Slapton – wieś i civil parish w Anglii, w Devon, w dystrykcie South Hams. W 2011 civil parish liczyła 434 mieszkańców. Slapton jest wspomniana w Domesday Book (1086) jako Sladone/Sladona.